# Административное деление Швейцарии
Территориальное устройство Швейцарии как федеративной республики включает в себя 26 кантонов (20 кантонов и 6 полукантонов). Кантоны (нем. Kantone, фр. cantons, итал. cantoni, романш. chantuns) — это крупнейшие государственно-территориальные единицы Швейцарской Конфедерации. Низший уровень территориально-административного деления — общины (нем. Gemeinde), которых по состоянию на январь 2024 года насчитывалось 2131 (в 2011 году — 2495 общин). Ниже — список кантонов (немало городов Швейцарии имеют разные названия, употребляемые на разных языках страны).
Столица Швейцарии де-юре отсутствует, де-факто — город Берн, как месторасположение Федерального собрания.

## Кантоны Швейцарии
Каждый кантон имеет свою конституцию и законы, законодательный орган — кантональный совет (Kantonsrat), или большой совет, исполнительный орган — правящий совет (Regierungsrat), или государственный совет, состоящий из губернатора (Landammann), или председателя государственного совета, и правительственных советников (Regierungsrat), или государственных советников. Кантон совершенно самостоятелен в решении внутренних проблем. В ведении центрального правительства находятся международные вопросы, федеральный бюджет и эмиссия денег. Тем не менее Швейцария — единое государство. Девиз страны: «Один за всех и все за одного!» (лат. Unus pro omnibus, omnes pro uno).
| Кантон                 | Код | Крупнейший город | Официальный язык                  | Площадь, км² | Население, чел. (2018) |
| ---------------------- | --- | ---------------- | --------------------------------- | ------------ | ---------------------- |
| Цюрих                  | ZH  | Цюрих            | немецкий                          | 1728,9       | 1 487 969              |
| Берн                   | BE  | Берн             | немецкий, французский             | 5959,1       | 1 026 513              |
| Люцерн                 | LU  | Люцерн           | немецкий                          | 1493,4       | 403 398                |
| Ури                    | UR  | Альтдорф         | немецкий                          | 1076,4       | 35 693                 |
| Швиц                   | SZ  | Швиц             | немецкий                          | 908,1        | 155 863                |
| Обвальден              | OW  | Зарнен           | немецкий                          | 490,6        | 37 378                 |
| Нидвальден             | NW  | Штанс            | немецкий                          | 276,1        | 42 556                 |
| Гларус                 | GL  | Гларус           | немецкий                          | 685,4        | 40 147                 |
| Цуг                    | ZG  | Цуг              | немецкий                          | 238,7        | 123 948                |
| Фрибур                 | FR  | Фрибур           | французский, немецкий             | 1670,8       | 311 914                |
| Золотурн               | SO  | Золотурн         | немецкий                          | 790,5        | 269 441                |
| Базель-Штадт           | BS  | Базель           | немецкий                          | 37,1         | 193 063                |
| Базель-Ланд            | BL  | Листаль          | немецкий                          | 517,5        | 285 631                |
| Шаффхаузен             | SH  | Шаффхаузен       | немецкий                          | 298,5        | 80 769                 |
| Аппенцелль-Ауссерроден | AR  | Херизау          | немецкий                          | 242,9        | 54 956                 |
| Аппенцелль-Иннерроден  | AI  | Аппенцелль       | немецкий                          | 172,5        | 16 003                 |
| Санкт-Галлен           | SG  | Санкт-Галлен     | немецкий                          | 2025,5       | 502 549                |
| Граубюнден             | GR  | Кур              | немецкий, итальянский, романшский | 7105,2       | 197 550                |
| Аргау                  | AG  | Арау             | немецкий                          | 1403,8       | 663 461                |
| Тургау                 | TG  | Фрауэнфельд      | немецкий                          | 990,9        | 270 710                |
| Тичино                 | TI  | Беллинцона       | итальянский                       | 2812,5       | 354 375                |
| Во                     | VD  | Лозанна          | французский                       | 3212,1       | 784 822                |
| Вале                   | VS  | Сьон             | французский, немецкий             | 5224,4       | 339 176                |
| Невшатель              | NE  | Невшатель        | французский                       | 803,1        | 178 567                |
| Женева                 | GE  | Женева           | французский                       | 282,4        | 489 524                |
| Юра                    | JU  | Делемон          | французский                       | 838,8        | 73 122                 |

Самым последним по дате образования является кантон Юра (отделён от кантона Берн в 1979 году по итогам референдума).

## Округа Швейцарии
В отличие от унитарных государств в федеральной Швейцарии каждый кантон имеет свою внутренную организацию. Поэтому есть множество структур и названий для промежуточных уровней между кантоном и общиной или коммуной. Часто используется термин округ (Bezirk), в некоторых кантонах — Амт (Amt) — управление.

## Общины Швейцарии
Община, коммуна (фр. commune, нем. Gemeinde, итал. comune) — административная единица Швейцарии, являющаяся составной частью кантона. По состоянию на 2024 год в Швейцарии насчитывается 2131 община.
Каждый гражданин Швейцарии является в первую очередь гражданином своей общины, затем гражданином своего кантона, и только затем — гражданином Швейцарской Конфедерации. Соответствующим образом построена и система налогообложения Швейцарии — каждый гражданин платит 3 разных подоходных налога: один в бюджет Конфедерации, второй в бюджет кантона, а третий — в свою коммуну; соответственно, налоги двух граждан, проживающих в соседних домах и имеющих одинаковый доход, могут значительно различаться в силу проживания в разных общинах.